# Антоніо Ватсон
Антоніо Ватсон (англ. Antonio Watson; нар. 11 вересня 2001) — ямайський легкоатлет, який спеціалізується на спринті.

## Спортивні досягнення
Чемпіон світу з бігу на 400 метрів (2023). Фіналіст (4-е місце) чемпіонату світу з естафетного бігу 4×400 метрів (2023).
Чемпіон світу серед юнаків з бігу на 400 метрів (2017). Срібний призер чемпіонату світу серед юнаків зі змішаного естафетного бігу 4×400 метрів (2017).
Срібний призер юнацьких Олімпійських ігор з бігу на 200 метрів (2018).
Віцечемпіон Ямайки з бігу на 400 метрів (2023).